# イヌマキ
イヌマキ（犬槇、学名: Podocarpus macrophyllus）は、裸子植物のマキ科マキ属に分類される常緑針葉樹の1種である。葉は細長いが扁平で中央脈が明瞭（図1）。種子は鱗片が発達した套皮で包まれ、また柄の部分が赤く多肉質になる（図1）。日本の関東地方以西から台湾、中国南部など暖地に分布する。植栽されて庭木や生垣、防風林とされることがあり、また材が重用される。真木、槇（まき; スギまたはコウヤマキのこととされる）に対して劣るものという意味でイヌマキの名がついたとされることが多いが、イヌマキをマキやホンマキとよぶこともある。

## 特徴
常緑性の高木であり、直立性、高さ20メートル (m)、幹の直径80センチメートル (cm) になる（図2a, 3a）。樹皮は灰白色から灰褐色、細かく薄く縦長に剥がれる（図2b）。小枝は緑色、稜角があり、無毛、やや垂れやすい。
葉は互生・螺生し、広線形から長楕円状線形、長さ 8–20 cm、幅7–14ミリメートル (mm)、全縁、革質、表面は濃緑色、裏面は淡緑色、中央脈は明瞭に隆起する（図2c–f）。枝と葉はともに無毛。樹脂道を欠く。園芸品種（または変種、品種）であるラカンマキは全体に小型で葉も小さく（4–8 cm × 4–8 mm）上向きに密生する（下記参照）。雄花の冬芽は数個、雌花では1個、ともに一年枝の葉腋につく。
雌雄異株で"花期"は4–6月。"雄花"は円柱状、長さ 3–5 cm、黄白色、3–5個がまとまって前年枝の葉腋に束生する（図3a）。"雌花"は前年枝の葉腋に単生し、有柄（長さ約 1 cm）、数個の鱗片と1個の倒生胚珠からなる（図3b）。
8–12月ごろには胚珠は種子（黄色）となり、鱗片が肉質化して粉白を帯びた緑色（熟すと紫黒色）の套皮（とうひ）となってこれを包み、広卵状球形で直径 8–10 mm になる（図3c）。また種子の基部の"花托"（"花床"、"果托"、"果床"、種托）が肥厚・多肉化して紅色または紫黒色になる（図1, 3c）。この部分が鳥の食料となり、種子散布される。人間には種子の部分は有毒であるが、赤く熟した種托の部分は甘みがあって食べられる。種子はまだ樹上にあるときから発芽を開始することがあり、このような種子は胎生種子とよばれる。XXY型の性染色体をもち、染色体数は 2n = 37（雄株）または38（雌株）。

## 分布・生態
本州（房総半島以西）、四国、九州、南西諸島、台湾、中国南部の暖地に分布する。海岸に近い山地の照葉樹林などに生育する。潮風に耐え、また耐陰性が高い。
神社林などではイヌマキが優占していることがあり、これは森林が小さくなると風の影響を受けやすく、風に強いイヌマキが残るためではないかとも言われている。
イヌマキはイヌマキラクトン（inumakilactone）やナギラクトン（nagilactone）などのラクトン類を生成するが、近縁のナギではラクトン類がアレロパシー物質（他の植物の発芽・成長を抑制する物質）として働くことが知られている。またキオビエダシャクはイヌマキを食樹とし、イヌマキに由来するラクトン類を体内に蓄積、これが天敵であるサシガメ類を殺す毒となることが報告されている。

## 人間との関わり

### 植栽
古くから庭や生垣に植栽され、世界各地で見られる（図4）。中華人民共和国では縁起物として人気があり、日本から輸出されてきたが、根についた土による病虫害リスクに対して検疫基準が見直され、イヌマキを含めて植木や盆栽の日本からの輸出は2019年10月から停止された。

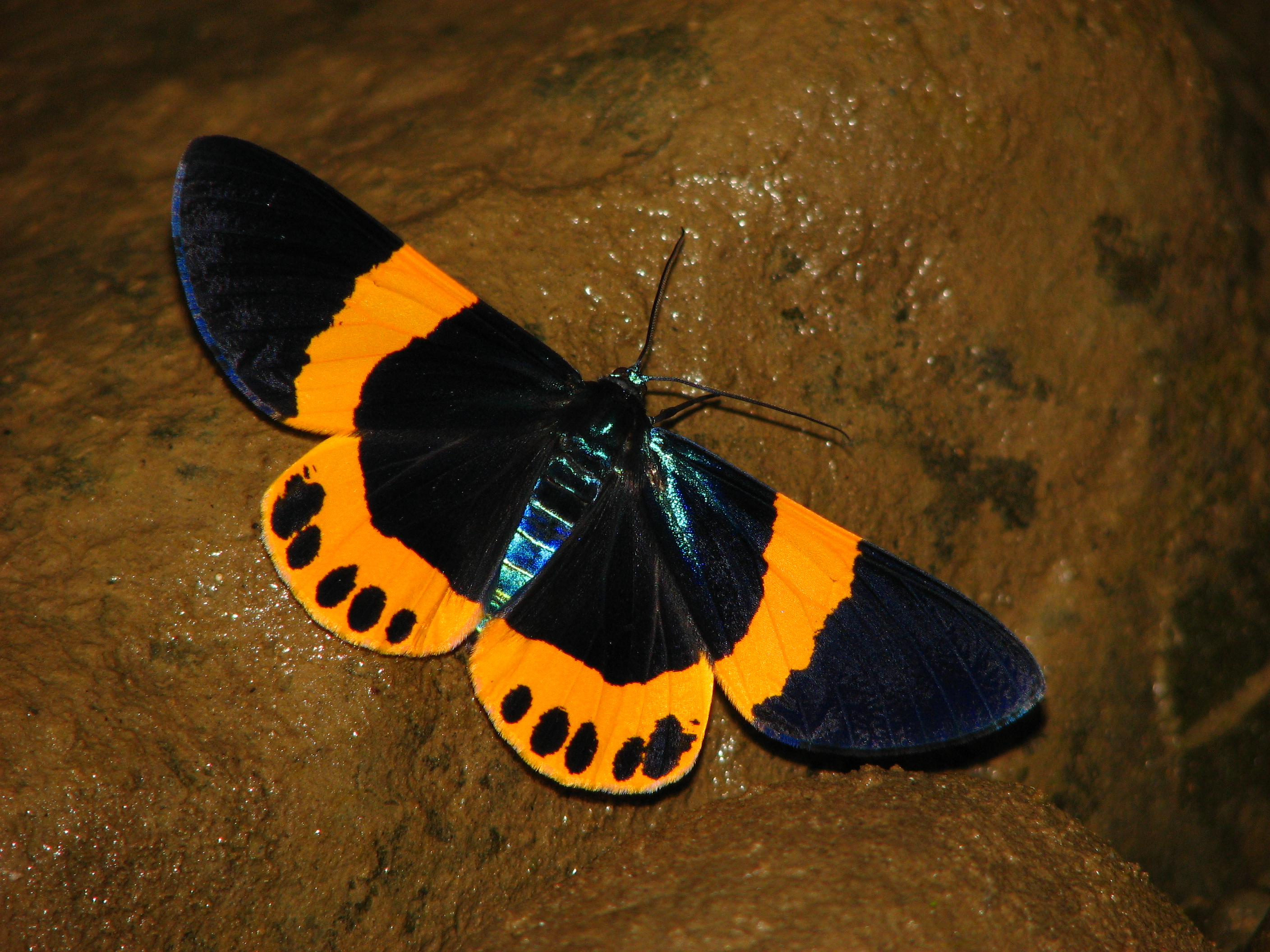
5. キオビエダシャク

水はけが良い適湿な肥沃地を好む。日向から日陰まで植栽可能だが、日当りが良いほうがよく生育する。繁殖は実生または挿し木による。植え付け適期は3月から6月、剪定は3月から12月（寒冷地では10月）に行う。さまざまな園芸品種が知られ、葉に白条があるもの（オキナマキ、シロフマキ）や黄条があるもの（キフマキ）、小枝の一部が帯化するもの（セッカマキ、シシマキ）、葉が狭線形のもの（ハリハマキ）、葉の横断面が四稜形のもの（カクバマキ）、葉が短小なもの（コハマキ）などがある。病虫害としては、白葉枯病、ペスタロチア病、すす病、マキサビダニ、マキシンハアブラムシ、ドウガネブイブイ、ケブカトラカミキリ、チャハマキ、キオビエダシャク（図5）などが知られており、特にキオビエダシャクは大きな被害を与える。
防火樹・防風樹・防音樹・防潮樹ともなる。刈り込みに強いことから、生け垣や防風林に使われることも多く、海岸によく生育することも防風林や屋敷林の好材料となった。千葉県の房総半島の各地では、生け垣が見事に仕立てられるところが残っていて、特徴的な風物になっている。遠州地方（静岡県浜松市など）では、ミカン畑や茶畑などの生垣に利用されてきた。古民家では必ずといっていいほどこの生垣を持っており、子供たちはおやつ感覚でその実を食べ、葉で手裏剣などを作っていた。
鹿児島県では江戸時代から藩主島津氏の命によりイヌマキが植えられてきたため、イヌマキの生垣や防風林、並木道が多数見られ、ヒトツバ（一つ葉）と呼ばれ親しまれてきた。神社や寺社では樹齢数百年になる巨木も多い。沖縄首里城の1992年再建時には、沖縄では既に手に入らなくなっていたイヌマキ材を補う為、鹿児島から大量に運ばれ利用された（下記参照）。

### 材

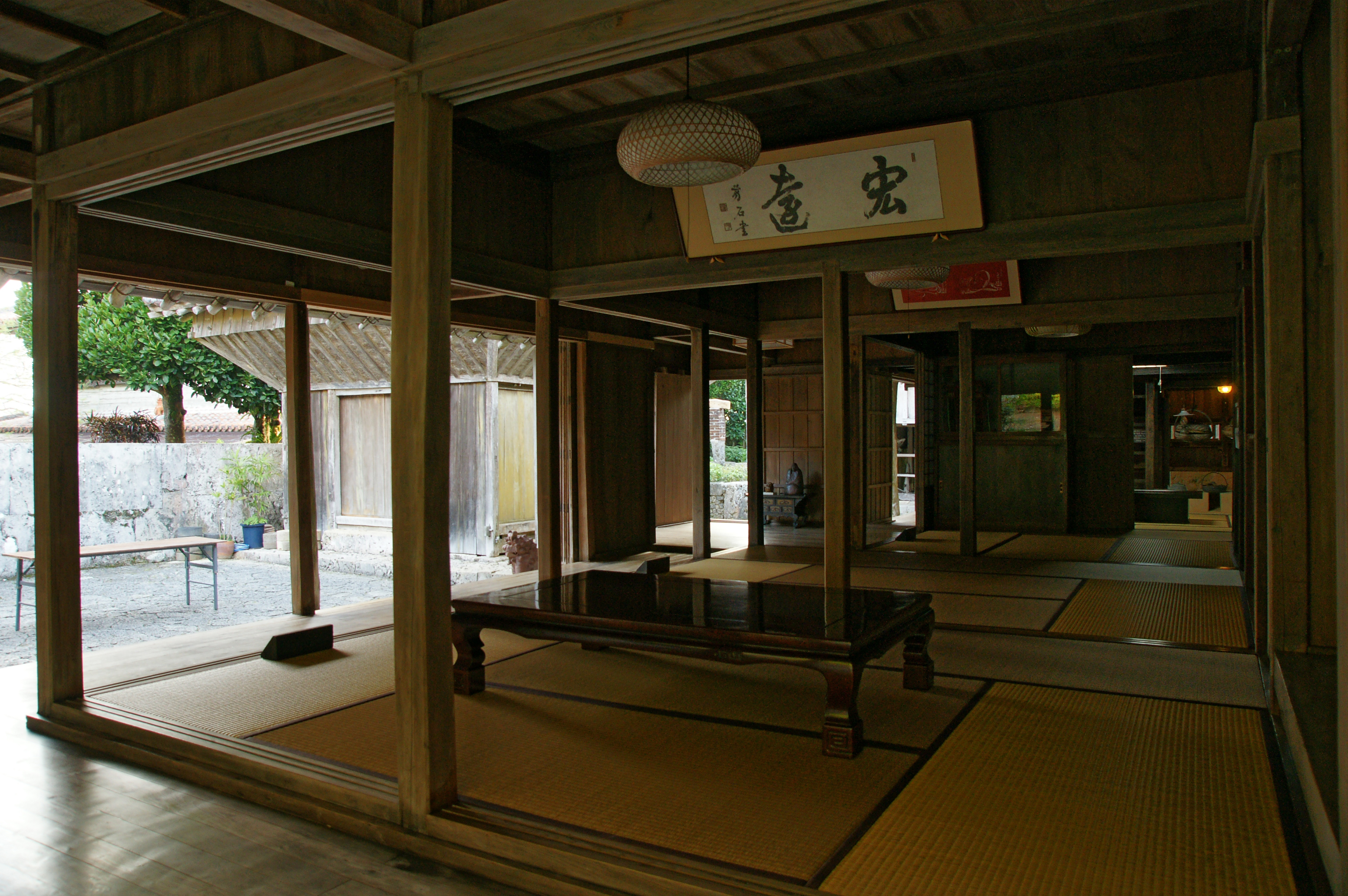
6. 中村家住宅（沖縄県）

材はやや堅く割れやすいが樹脂が多く耐朽性と耐水性に優れるため、屋根、桶、棺、下駄などに用いられる。心材と辺材の差はほとんどなく、褐色を帯びた黄白色、年輪は不明瞭。気乾比重は0.48–0.65で針葉樹としてはやや重い。木理が通直で肌目は精、加工は容易。枝が多いため材に節が多く、また脂気や臭気がある。
特にシロアリに強いため、沖縄では建築材として重用される。国の重要文化財である中村家住宅（図6）に用いられ、また第二次世界大戦で焼失する以前の首里城もイヌマキを構造材としていた。しかし沖縄では第二次世界大戦後にイヌマキの植林がなされなかったため、1992年の首里城正殿再建では沖縄産のイヌマキは使用できず、鹿児島や宮崎から調達されたイヌマキが壁材や正面向拝の四本柱に用いられた。2022年着工の再建でもイヌマキの調達は難航しているが、国王専用の階段手すりや外壁など象徴的な部分は沖縄産イヌマキの使用が予定されている。

### その他

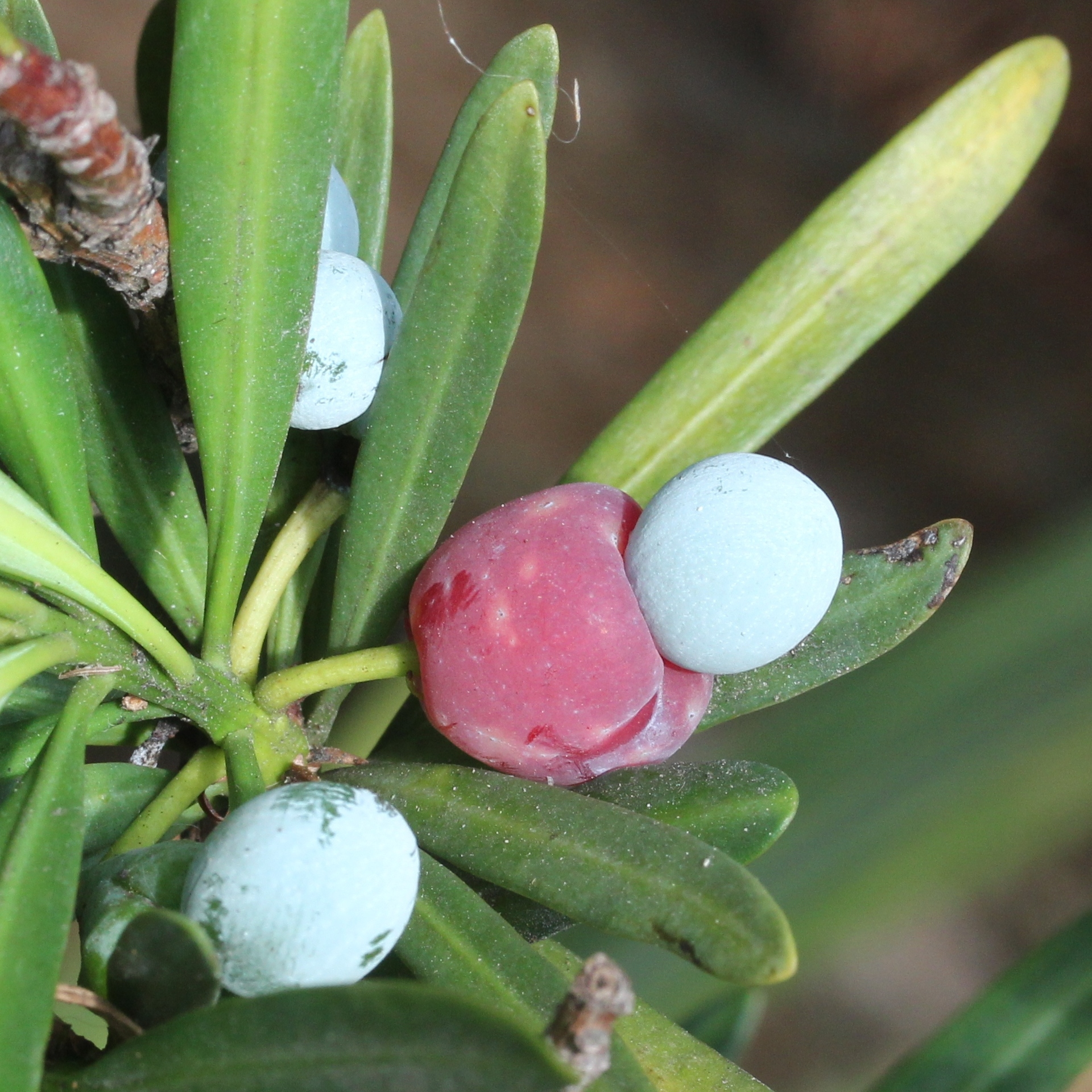
7. イヌマキの"実"

イヌマキ（ラカンマキ）を原因とする接触皮膚炎（かぶれ）が報告されている。
種子および種托は「羅漢松実（ラカンショウジツ）」とよばれる生薬となり、胃痛に用いられることがある。また種托部は果実酒に使われることもある。
イヌマキの"実"（套皮で包まれた種子と肥大した種托）は、赤と緑の串刺し団子のような外観を呈し（図7）、子供が人形、こま、やじろべえ、おはじきなどにして遊ぶことがある。
千葉県はイヌマキの分布の東限にあたり、イヌマキは県の木に選定されている。

## 名称
真木（槇、まき）よりも劣ることから、イヌマキの名がついたとされることが多い。真木はふつうスギまたはコウヤマキ（本槇）のこととされる。ただしイヌマキのことをマキやホンマキ（本槇）とよぶこともある。クサマキ（草槇、臭槇）とよばれることもある。また「マキ」は円木（まるき）を略したものともされる。イヌマキは「マキ」の名を持つマキ科の植物であるが、コウヤマキ科のコウヤマキとは葉などの見かけがよく似ていて、イヌマキの別名にホンマキ、コウヤマキがあるということが両種のあいだで呼び方に混乱が見られる。
イヌマキは比較的身近な植物であり、以下のようにさまざまな地方名がある。
- サルモモ（静岡県、福井県、島根県、山口県）[要出典]
- サルミノ（大阪府、山口県）[要出典]
- サルノキンタマ（山口県）[要出典]
- チャーギ（沖縄県）[47]
- ニンギョー（山口県）[要出典]
- ニンギョノキ（大分県、長崎県）[要出典]
- ヒトツバ（宮崎県、鹿児島県、沖縄県）[要出典]
- ネンネンゴ（静岡県）[要出典]
- ヤンゾウコンゾウ（"実"の名称、静岡県）[要出典]

## 分類

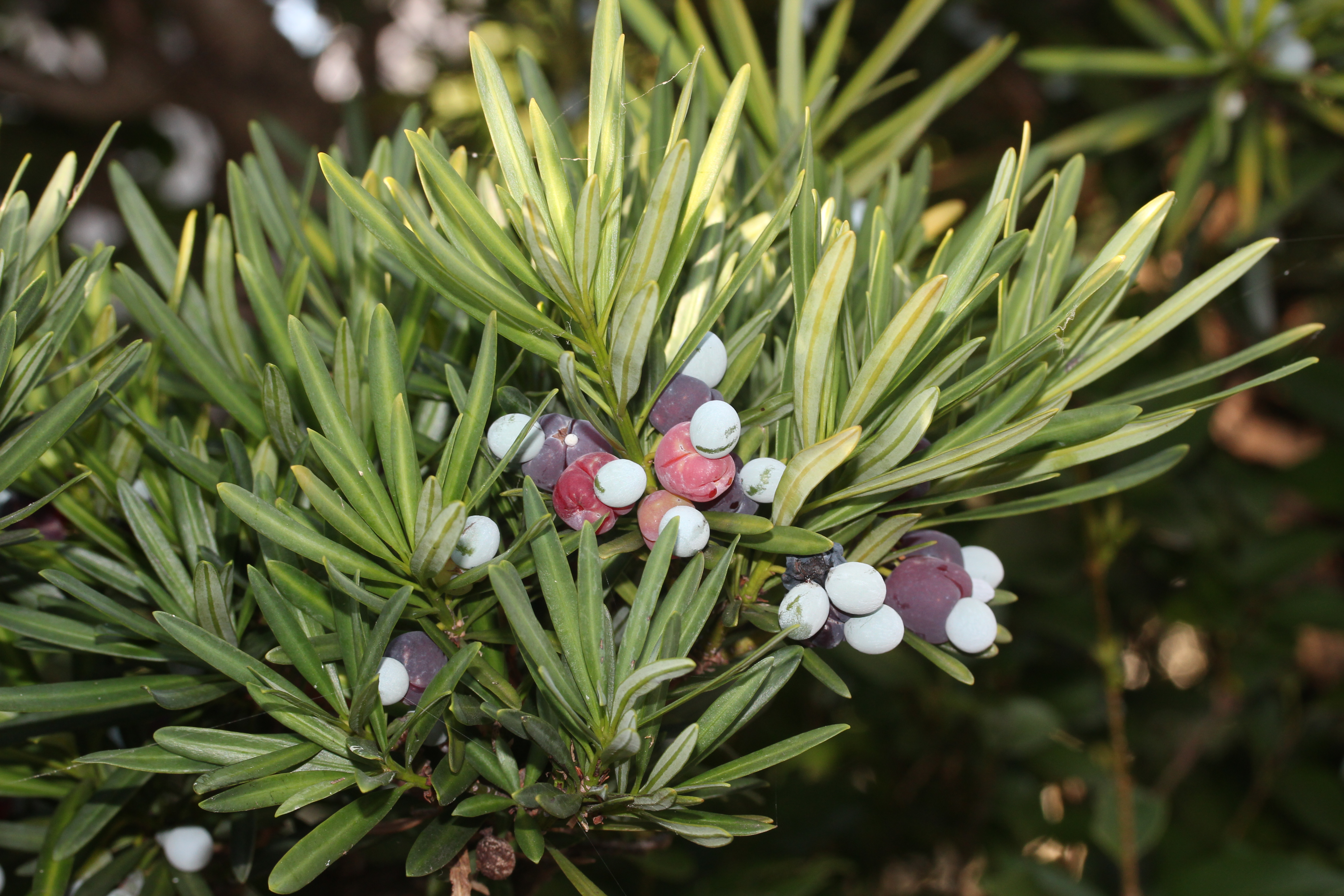
8. ラカンマキ

イヌマキの中でやや小型であり、枝があまり垂れず、葉が小型（4–8 × 0.4–0.8 cm）で上向きに密生するものはラカンマキ（羅漢槇、学名: Podocarpus macrophyllus f. macrophyllus）とよばれる（図8）。ラカンマキは分類学的には分けず、イヌマキの園芸品種（Podocarpus macrophyllus ‘Maki’）とすることがある。一方、変種（Podocarpus macrophyllus var. maki Siebold & Zucc. (1846)）として分けることもある。ただしイヌマキのタイプ標本はラカンマキに相当するとされており、この場合イヌマキの種内分類群の基準はラカンマキとなる。そのため、ラカンマキを Podocarpus macrophyllus f. macrophyllus とし、典型的なイヌマキを品種 Podocarpus macrophyllus f. spontaneous H.Ohba & S.Akiyama (2012)  とすることも提唱されている。
原産地は中国とも静岡県西部ともされるが明らかではなく、古くから園芸品として育てられてきたものと考えられている。日本での分布は九州南部から琉球までとし、イヌマキと比べると南に偏っているが、栽培品は各地に多く見られる。
ラカンマキとイヌマキの形態的な違いは、葉はイヌマキのほうが長くて幅が広く、ラカンマキのほうは短くて幅が狭く、全体として寸詰まりの印象である。また樹高にしても、イヌマキのほうは多くは10 m前後と大きく育つが、これに対してラカンマキはせいぜい5 m程度である。そのため日本庭園向きとしては古くから小柄のラカンマキのほうがよく使われる。